# Хопнер, Джейсон
Джейсон Хопнер (также: Хоппнер, англ. Jason Hoppner; род.  05.08.1990) — бывший член мужской сборной Австралии по гандболу (1995—2011) и бывший тренер женской сборной Австралии по гандболу (2013—2015)
Как игрок Джейсон Хоппнер участвовал в чемпионатах мира по гандболу 2005 и 2011 годов.
В 1998-2002 годах  играл в Венгрии за гандбольные команды «Чомор», «Сазжалломбатта» и «БП Гонвед».
Затем 4 года тренировал  национальную сборную юниоров до 20 лет, приведя команду к победе на турнирах IHF Oceania Challenge Trophy в 2010 (Австралия) и 2012 (Самоа).
В 2013 году назначен тренером женской сборной и с ней принял участие в чемпионате мира по гандболу в Сербии.